# جاك كلوتير
جاك كلوتير هو لاعب هوكي جليد كندي، ولد في 3 يناير 1960 في رووان نوراندا في كندا.

## وصلات خارجية
- جاك كلوتير على موقع دوري الهوكي الوطني (الإنجليزية)
- جاك كلوتير على موقع قاعة مشاهير الهوكي (لاعب أن.إتش.أل) (الإنجليزية)
- جاك كلوتير على موقع EliteProspects.com (الإنجليزية)
- جاك كلوتير على موقع HockeyDB.com (الإنجليزية)
- جاك كلوتير على موقع Hockey-Reference.com (الإنجليزية)